# ارسال یک آگهی تسلیت برای روزنامه
ارسال آگهی تسلیت برای روزنامه عنوان فیلمی ملودرام و اجتماعی، به کارگردانی ابراهیم ابراهیمیان محصول سال ۱۳۹۲ است. ایده اصلی فیلم، پرستاری و مراقبت از پیرمردی بیمار و علیل توسط مردی جوان (صابر ابر) در خانه پیرمرد است. نامزد مرد جوان (نازنین بیاتی)، هر دوشنبه به او سر می‌زند. پیرمرد می‌میرد و از لحظه مرگ پیرمرد، کشمکش‌های مرد جوان برای به تعویق انداختن خبر فوت پیرمرد و نگه داشتن جسد او شروع می‌شود. این فیلم در سی و دومین جشنواره فیلم فجر شرکت کرد. ساخت این فیلم در ۱۵ مهر ۱۳۹۲ در تهران آغاز شد.

## خلاصه داستان
طاها و ریحان مدتی است به خاطر یک آگهی در روزنامه مشغول مراقبت از پیرمردی به اسم منوچهر آصف هستند. به زودی در خانه آصف اتفاقاتی روی می‌دهد که طاها و ریحان را دچار مشکلاتی کرده و آنها را در سر در گمی قرار می‌دهد.

## بازیگران
- صابر ابر
- نازنین بیاتی
- پریوش نظریه
- رابعه مدنی
- خسرو بامداد
- نقی سیف‌جمالی